# كتاوة
كتاوة  (بالإنجليزية: KTAOUA)‏ هي جماعة قروية تابعة لإقليم زاكورة ضمن جهة درعة تافيلالت بالمغرب. بلغ مجموع عدد سكان كتاوة  حسب إحصاءات 2004  حوالي   11157    نسمة  يشكّلون 1221 أسرة.

## إحصاء عام
| السنة | عدد السكان | عدد الأسر | عدد الأجانب |
| ----- | ---------- | --------- | ----------- |
| 1994  | 11021      | 1246      | °°°°        |
| 2004  | 11157      | 1221      | 0           |